# جان دزموند برنال
جان دزموند برنال (به انگلیسی: John Desmond Bernal) (زاده ۱۰ مه ۱۹۰۱ – درگذشته ۱۵ سپتامبر ۱۹۷۱) دانشمند ایرلندی‌تبار و از پیشگامان بلورشناسی با اشعه ایکس بود. او همچنین فعال سیاسی و عضو حزب کمونیست بریتانیا بود.
اثر چهار جلدی او بنام علم در تاریخ (Science in History) در مورد تاریخ علم از منظر مارکسیستی، در ۱۹۵۴ منتشر شد. این کتاب به فارسی ترجمه شده‌است.